# VFTS 682

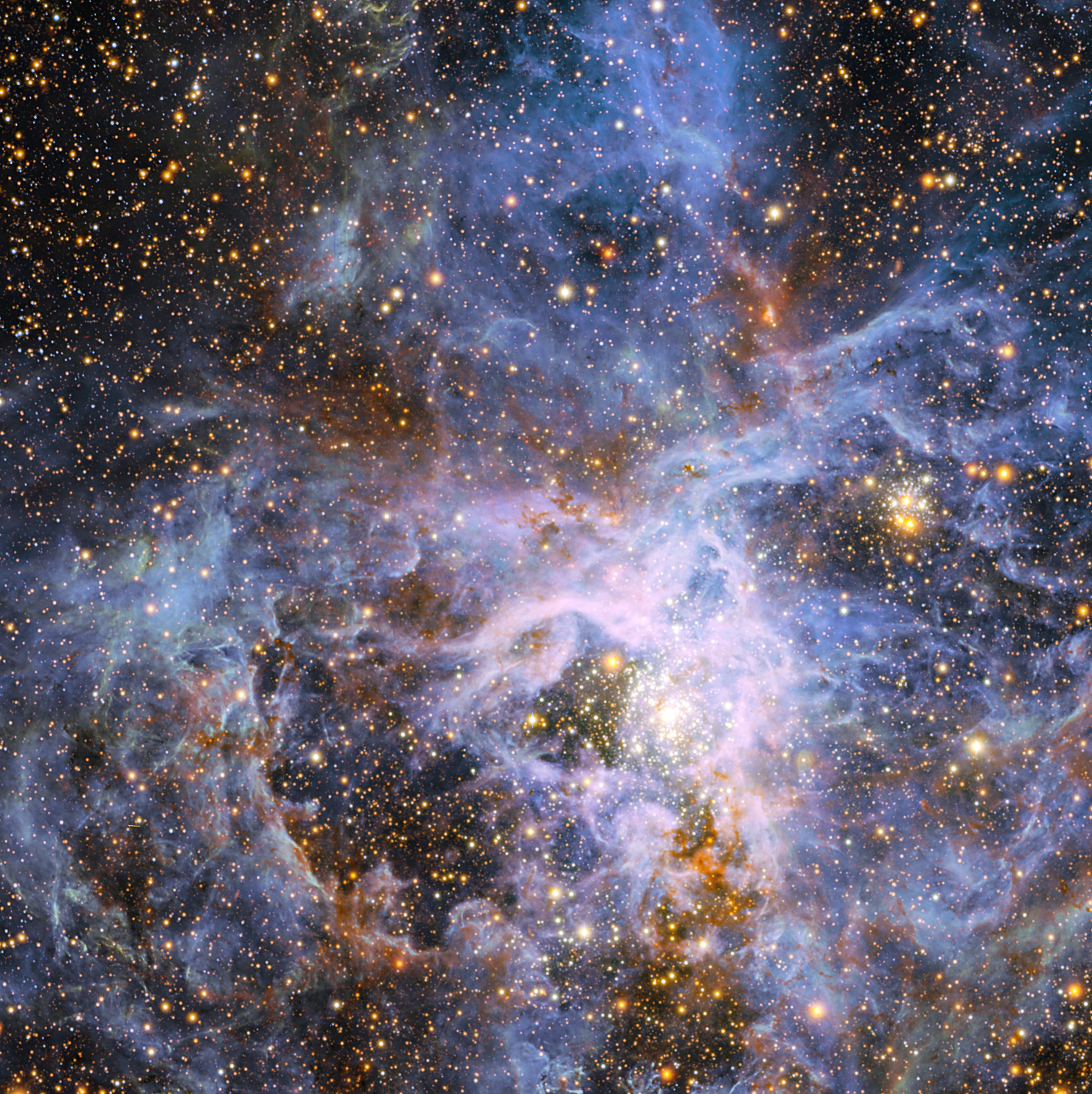
VFTS 682 ligger i centrum av denna bild av Tarantelnebulosan.
Foto: ESO/M.-R. Cioni/VISTA Magellanic Cloud-undersökning. Erkännande: Cambridge Astronomical Survey Unit

VFTS 682 är en ensam stjärna belägen 29 parsec (95 ljusår) nordöst om stjärnhopen R136 i Tarantelnebulosan i Stora magellanska molnet (LMC) inom NGC 2070 i södra delen av stjärnbilden Svärdfisken. Den har en skenbar magnitud av ca 16,08 och kräver ett kraftfullt teleskop med kamera för att kunna observeras. Den beräknas befinna sig på ett avstånd av ca 164 000 ljusår (ca 50 000 parsec). Den rör sig bort från solen med heliocentrisk hastighet av 300 km/s.

## Observation
VFTS 682 är en framträdande infraröd källa i Stora magellanska molnet och har katalogiserats flera gånger. År 1992 identifierades den som post 153 i en lista över möjliga protostjärnor. År 2009 klassades den igen som ett troligt ungt stjärnobjekt på grund av dess exceptionella infraröda ljusstyrka.
VLT - FLAMES Tarantula survey (VFTS) undersökte 800 massiva stjärnor i detalj och bestämde en spektraltyp av WN5h för VFTS 682. Den är kraftigt rodnad och visuellt flera magnituder svagare än andra stjärnor med liknande ljusstyrka och temperatur i 30 Doradus-regionen.
VFTS 682 är tillräckligt nära R136 för att den kan ha bildats där och kastats ut. Ingen chockvåg har observerats och den har en egenrörelse som är långsammare än de flesta flyktstjärnor, men tillräckligt stor och i rätt riktning för att den skulle kunna komma från R136.

## Egenskaper
Den stora massa hos VFTS 682 på 138 solmassor komprimerar dess kärna till en hög temperatur och orsakar mycket snabb kärnfusion genom CNO-cykeln, vilket leder till den extremt höga ljusstyrkan på 3,2 miljoner gånger solens. Stjärnan har en radie av ca 22 solradier, men på grund av dess höga temperatur avger den 3,2 miljoner gånger mer energi, mestadels inom ultravioletta våglängder varför den visuellt är bara 43 000 gånger så ljusstark som solen. Nästan 99 procent (AV= 4,5) av den ultravioletta och visuella strålningen blockeras sedan av mellanliggande interstellärt material sett från jorden. Ljusstyrkan, den intensiva UV-strålningen och den kemiska sammansättningen av stjärnans ytskikt resulterar i en stjärnvind med en hastighet på upp till 2 600 km/s.
Stjärnans totala livslängden beräknas kunna bli cirka 2-3 miljoner år, med ungefär den sista halvmiljonen år som en Wolf-Rayet-stjärna för att bränna helium i kärnan och en mycket kort period för att bränna tyngre grundämnen.